# Durlach

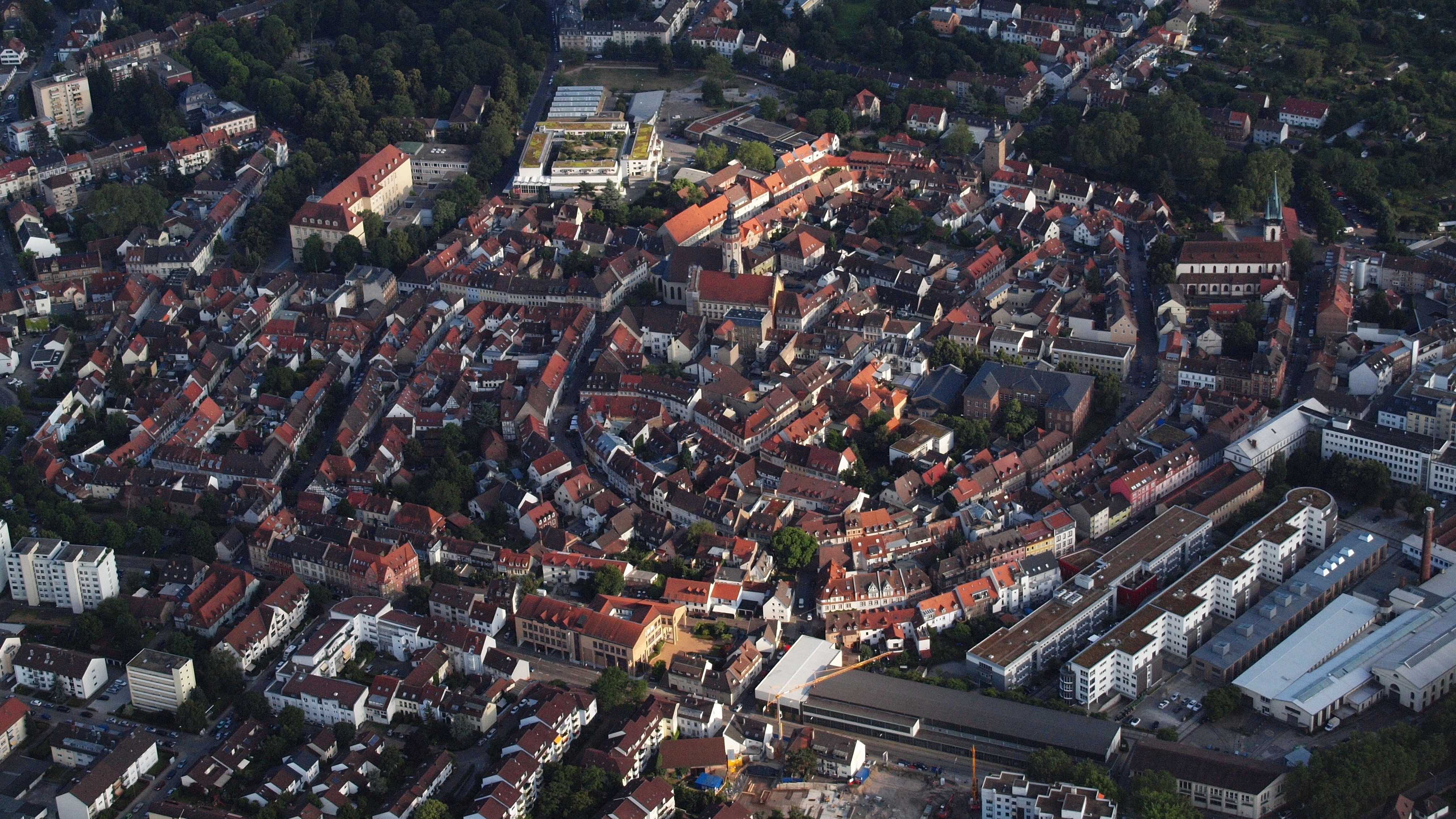
Luftaufnahme der Altstadt aus nördlicher Richtung

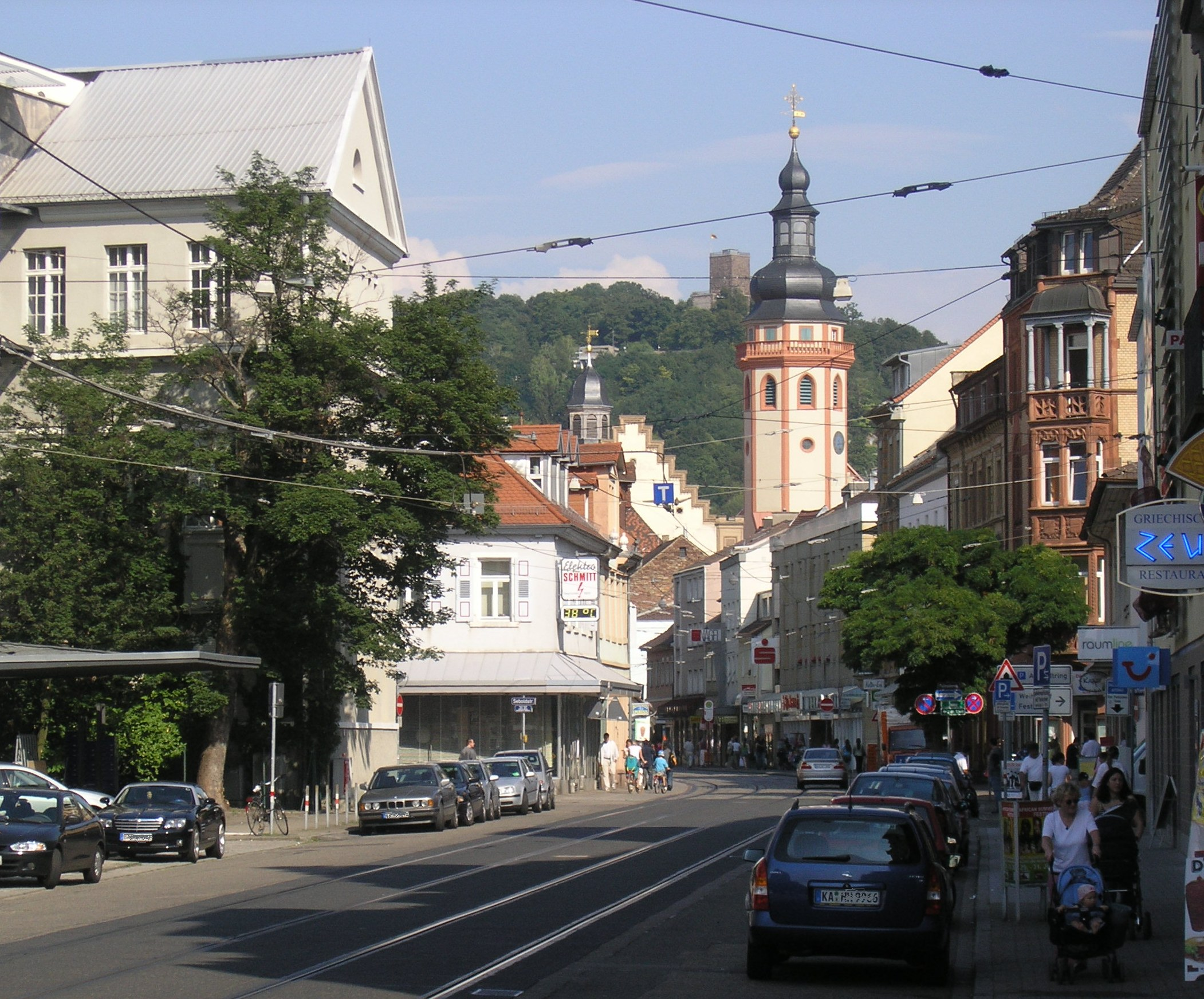
Ortsmitte mit Turmberg

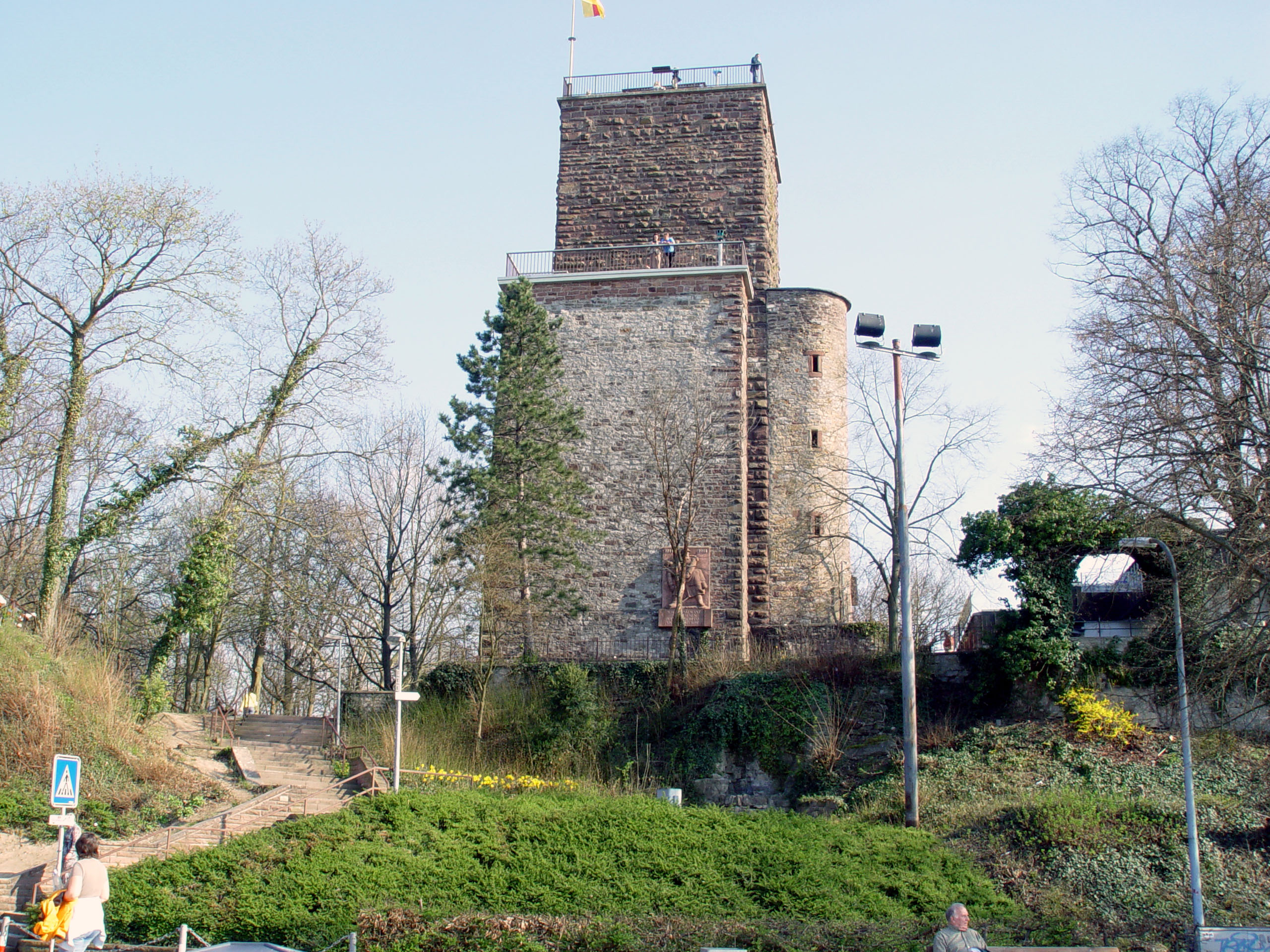
Turmbergruine

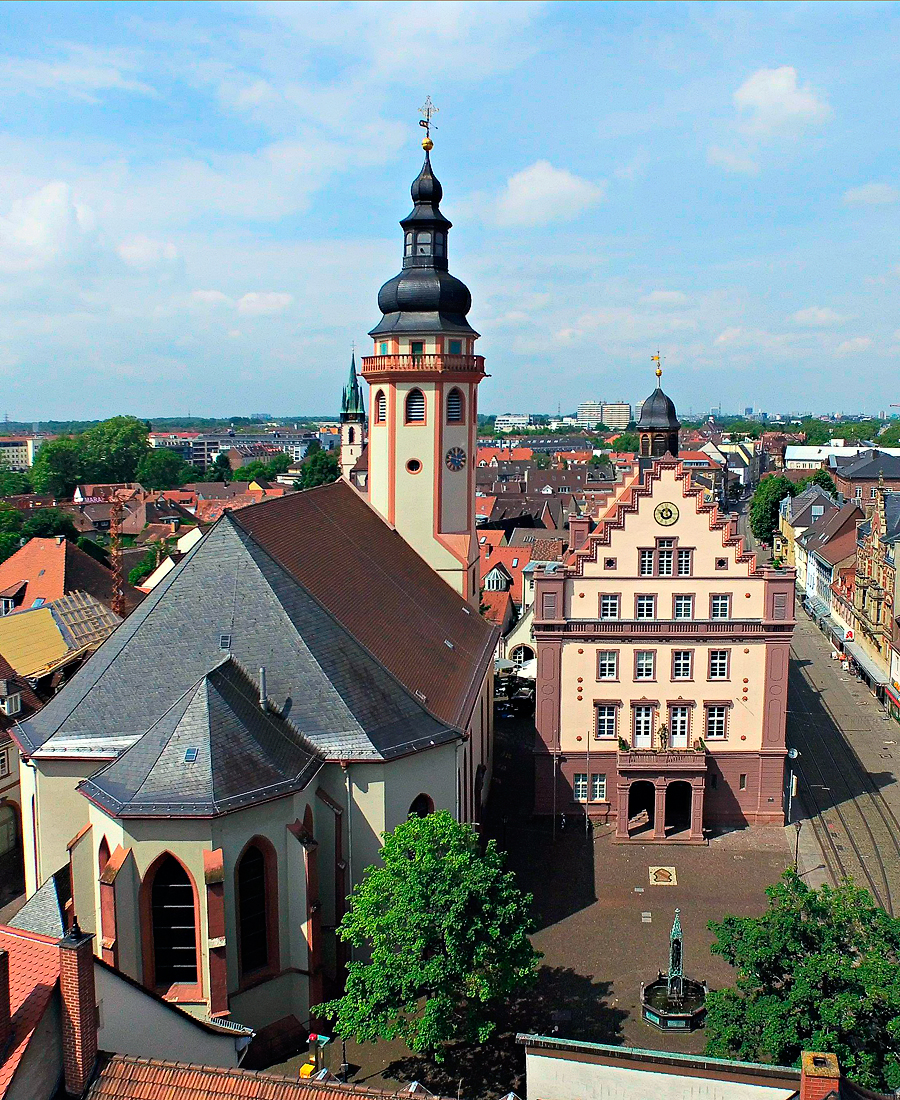
Stadtkirche, Rathaus und Marktplatz

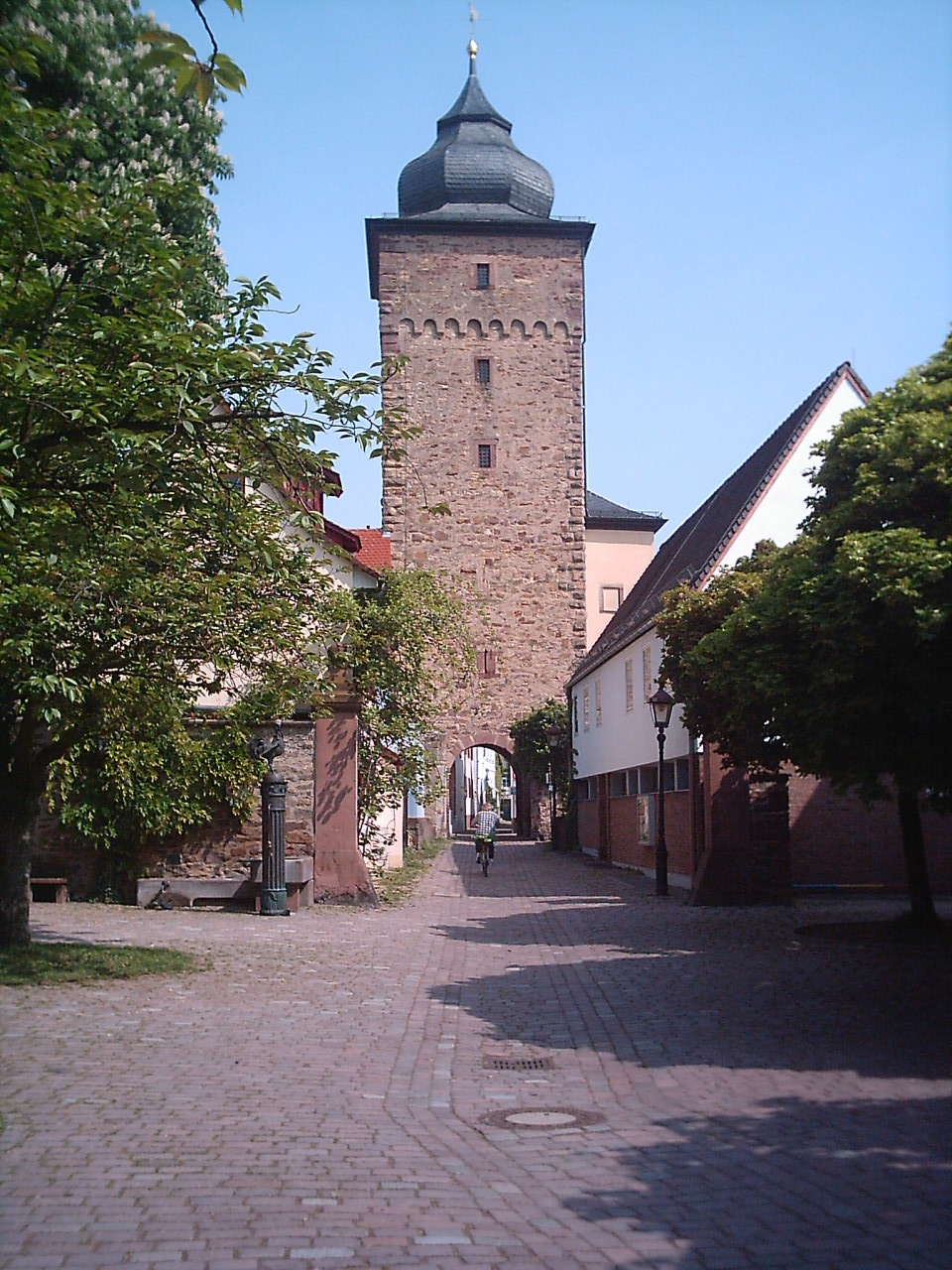
Stadttor „Basler Tor“

Durlach ist mit rund 30.000 Einwohnern der größte Stadtteil von Karlsruhe. Zu Durlach gehören auch die Ortsteile Aue und Bergwald. Die einstmals eigenständige Stadt war von 1565 bis 1718 Residenzstadt der Markgrafschaft Baden-Durlach. 1715 ging von hier die Gründung der neuen Residenzstadt Karlsruhe aus, in die Durlach 1938 zwangseingemeindet wurde.

## Geographie
Der Stadtteil liegt im Osten von Karlsruhe am Ausgang des Pfinztals und geht von der Rheinebene in den Kraichgau und in den Nordschwarzwald über. Durlach gehört seit Januar 2021 zum Naturpark Schwarzwald Mitte/Nord.
Der Hausberg von Durlach ist der Turmberg, auf dessen Gipfel sich die Reste einer Burganlage befinden, zu der die Turmbergbahn führt. Direkt neben der Burganlage liegt die Sportschule Schöneck, die von der deutschen Fußballnationalmannschaft gelegentlich als Trainingslager zur Vorbereitung auf Länderspiele genutzt wird.
Der Turmberg liegt im Grenzbereich des Kraichgaus zum Schwarzwald und wird in der naturräumlichen Gliederung dem Kraichgau zugerechnet. Südlich folgen die Erhebungen Guggelensberg und Lerchenberg sowie der Geigersberg, an dem der Schwarzwald beginnt. All diese Hügel gehören noch zu Durlach und sind aufgrund des Ausblicks, den man von ihnen über die Rheinebene hat, ein beliebtes Prominenten- und Villenviertel von Karlsruhe.

## Name
Die Herkunft des Ortsnamens „Durlach“ ist nicht eindeutig. Eine Erklärung geht dahin, dass er vom Flurnamen „Dürre Lache“ abgeleitet wurde. Damit könnte ein im Jahreslauf längere Zeit trocken fallender, flacher See gemeint gewesen sein, wie es in der ehemaligen Kinzig-Murg-Rinne, in welcher Durlach auf einer Kies-Insel gegründet worden war, gut möglich gewesen sein kann. Der durch Durlach führende, ähnlich klingende „Dürrbach“ ist zudem ein typischer „dürrer“, also trockener Bach, der nur bei ausreichend starkem Regen Wasser führt. Eine andere Erklärung führt den Ortsnamen auf einen Flurnamen zurück, der ursprünglich das Gebiet unterhalb des Turmberg-Turms bezeichnet. Dabei soll „Dur-“ auf Turm (lat. turris) zurückzuführen sein und „-lach“ auf das althochdeutsche blah, lah und lâch, das Wort für ein Grenzzeichen.
Umgangssprachlich nennen sich die Einwohner von Durlach auch Dorlacher oder Letschebacher.

## Geschichte
Die Grafen von Hohenberg erbauten im 11. Jahrhundert die Burganlage auf dem Turmberg und erweiterten sie im 12. Jahrhundert. Nach dem Aussterben der Hohenberger und der Grötzinger Herren fiel das Grafenamt im Pfinzgau gegen Ende des 12. Jahrhunderts an die Oberlehensherren, die Staufer.
Im Jahr 1196 wurde Durlach in zwei Urkunden von Kaiser Heinrich VI. als villa Durla (Dorf) erstmals urkundlich erwähnt. Aus einer im Jahre 1234 von Kaiser Friedrich II. in Apricena ausgestellten Urkunde lässt sich ableiten, dass Durla vor 1220 an Markgraf Hermann V. von Baden im Tausch für Güter bei Braunschweig als Eigenbesitz übergeben wurde und zu diesem Zeitpunkt bereits zur Stadt (civitas) erhoben war. Es könnte sein, dass Kaiser Heinrich VI. sie an der Stelle einer dörflichen Vorgängersiedlung auf Grötzinger Gemarkung gegründet hatte, als er sich im Winter 1191/1192 in seiner Hagenauer Pfalz aufhielt.
Im Jahre 1196 kam Herzog Konrad II. von Schwaben, ein Sohn von Kaiser Friedrich I. Barbarossa, in Durlach ums Leben. Darüber berichtet die um 1229/30 verfasste Ursberger Chronik, die das damalige Durlach als oppidum Durlaich (ummauerter Ort, Stadt) bezeichnet.
1279 zerstörte Konrad III. von Lichtenberg, der Bischof von Straßburg, die Burg Hohenberg auf dem Turmberg, die danach nicht wieder aufgebaut wurde. 1556 wurde Durlach mit den damals noch in Pforzheim residierenden Landesherren protestantisch.
1565 verlegte Markgraf Karl II. die Residenzstadt der ernestinischen Linie der Markgrafen von Baden von Pforzheim nach Durlach. Seither nannten sich die Landesherren „Markgrafen von Baden-Durlach“. Die Karlsburg wurde gebaut. Durlach erlebte einen wirtschaftlichen und kulturellen Aufschwung.
Nachdem Durlach bereits im Dreißigjährigen Krieg gebrandschatzt worden war, zerstörten im Jahr 1689 vom französischen König Ludwig XIV. im Rahmen des Pfälzischen Erbfolgekriegs entsandte französische Truppen die Stadt völlig. Lediglich fünf oder sechs Wohnhäuser der Altstadt entgingen dem Feuer. Von der Karlsburg blieb nur der Prinzessenbau stehen. Wiederkehrende Zerstörungen und Plünderungen ruinierten die schutzlosen Durlacher in dieser Zeit immer aufs Neue, bis der Krieg 1697 endete. Der Landesherr Markgraf Friedrich Magnus hielt sich währenddessen bis zu seiner Rückkehr 1698 im Basler Exil auf. Er begann den Wiederaufbau Durlachs und der Karlsburg, in deren ersten Bauteil er 1699 einzog. 1709 übernahm sein Sohn Markgraf Karl Wilhelm die Regierung. Im Zerwürfnis mit seiner Gemahlin Magdalena Wilhelmine von Württemberg, einer Tochter des Herzogs von Württemberg, und den Durlacher Bürgern stoppte er den weiteren Ausbau der Karlsburg.
1718 verlegte Markgraf Karl Wilhelm die Residenz in sein seit 1715 mitten im Hardtwald neu erbautes Schloss, bei dem die neue Stadt Karlsruhe entstand. Auch die markgräflichen Behörden mussten aus Durlach umziehen.
1735 wurde in Durlach die Münzprägeanstalt errichtet. Von 1810 bis 1832 war Durlach Kreisstadt im inzwischen durch napoleonischen Druck konstituierten Großherzogtum Baden. 1843 eröffnete die Eisenbahnlinie Karlsruhe–Heidelberg mit Bahnhof in Durlach. 1846 gründete Christian Hengst die landesweit erste Freiwillige Feuerwehr (Denkmal Hengst-Platz). 1921 wurde Aue zu Durlach eingemeindet.
Im Zuge der Reichspogromnacht kam es 1938 zu Übergriffen gegen jüdische Bürger in Durlach. Am 22. Oktober 1940 wurden die verbliebenen jüdischen Einwohner deportiert. Während des Zweiten Weltkrieges kamen in Durlach 329 Menschen um.
1938 wurde Durlach gegen das ausdrückliche Votum der Durlacher nach Karlsruhe eingemeindet. Als Zugeständnis wurde dabei allerdings vereinbart, dass Durlach alle Behörden und Ämter behalten dürfe. Deshalb ist Durlach heute der einzige Stadtteil Karlsruhes, der ein eigenes Finanzamt und mit dem Amtsgericht Karlsruhe-Durlach ein eigenes Amtsgericht besitzt. Das dem Amtsgericht angeschlossene Gefängnis – dessen prominentester Gefangener während der Spiegel-Affäre kurzzeitig Rudolf Augstein war – wurde allerdings 1990 gegen Protest der Bevölkerung abgerissen. 1989 erhielt Durlach eine eigenständige Ortschaftsverfassung und einen Ortschaftsrat.

## Ortschaftsrat
Vorsitzende des Durlacher Ortschaftsrats ist Ortsvorsteherin Alexandra Ries.
Nach der Ortschaftsratswahl 2024 am 9. Juni 2024 setzt sich der aus 22 Sitzen bestehende Ortschaftsrat Durlach in der Amtszeit 2024 bis 2029 folgendermaßen zusammen:
| Wahlvorschlag | Sitze |
| ------------- | ----- |
| GRÜNE         | 6     |
| CDU           | 6     |
| SPD           | 3     |
| FDP           | 2     |
| FW Durlach    | 2     |
| AfD           | 2     |
| DIE LINKE     | 1     |

## Kultur und Sehenswürdigkeiten

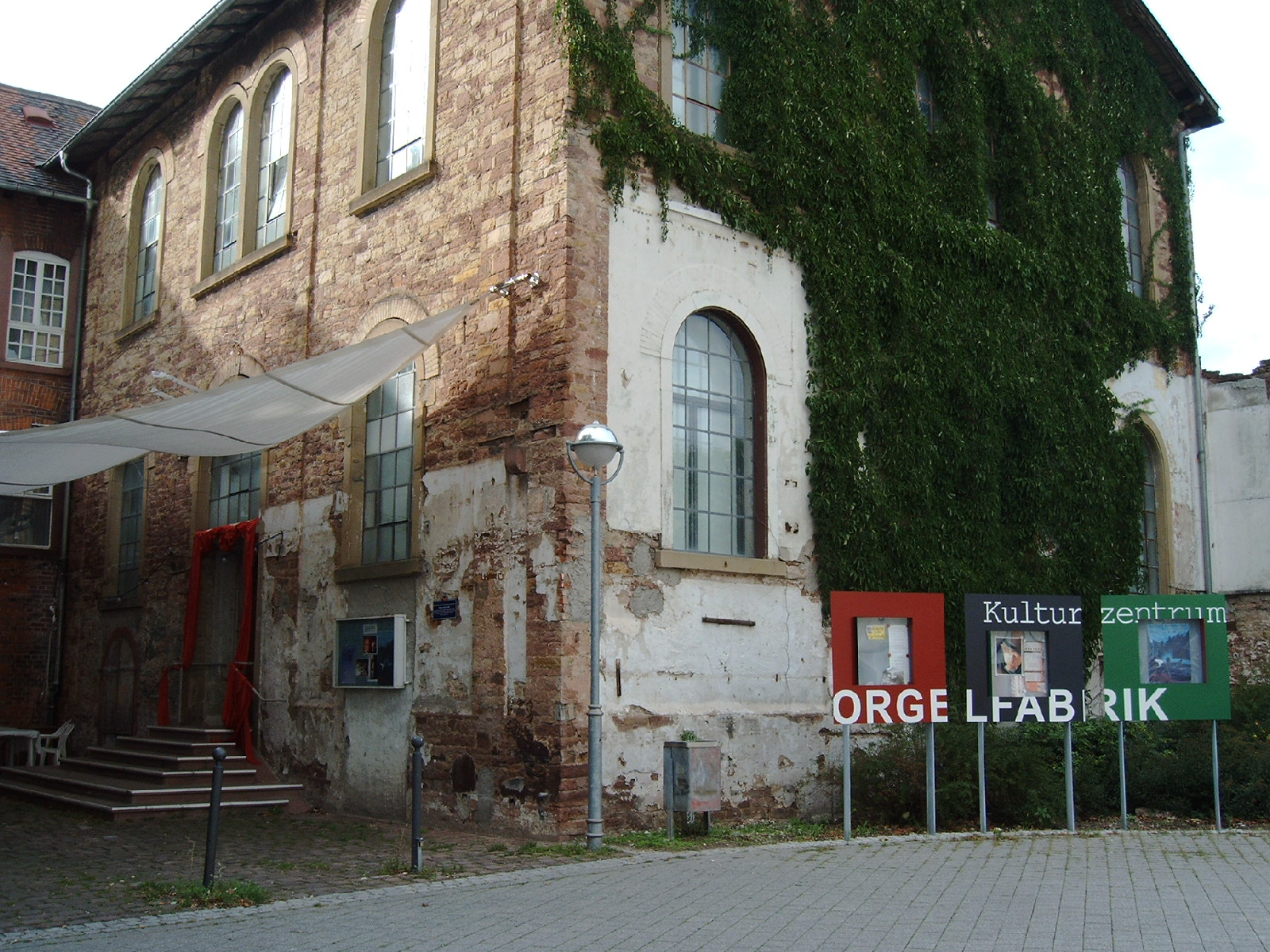
Orgelfabrik Durlach

### Theater/Konzerte/Ausstellungen
Veranstaltungszentrum Orgelfabrik
Im 19. und 20. Jahrhundert war die Voit’sche Orgelfabrik eine der bedeutendsten Orgelbaustätten in Europa. In der verbliebenen Großhalle residieren heute
- Die Orgelfabrik – Kultur in Durlach e. V.
- Kabarett „Die Spiegelfechter“
- Theater in der Orgelfabrik

Musik an der Stadtkirche Durlach
An der Stadtkirche Durlach werden regelmäßig Konzerte gegeben – von der Musik zur Marktzeit bis zur Aufführung großer Werke wie Bachs Messe in h-Moll, Werke Alter Meister, aber auch zeitgenössischer Künstler, Chorwerke, Kantaten, Kammermusik, Orgelkonzerte, Improvisationswettstreite. Im Jahre 1999 wurde die historische Stumm-Orgel nach umfassender Erneuerung durch die Schweizer Orgelbaufirma Goll festlich eingeweiht.

### Museen

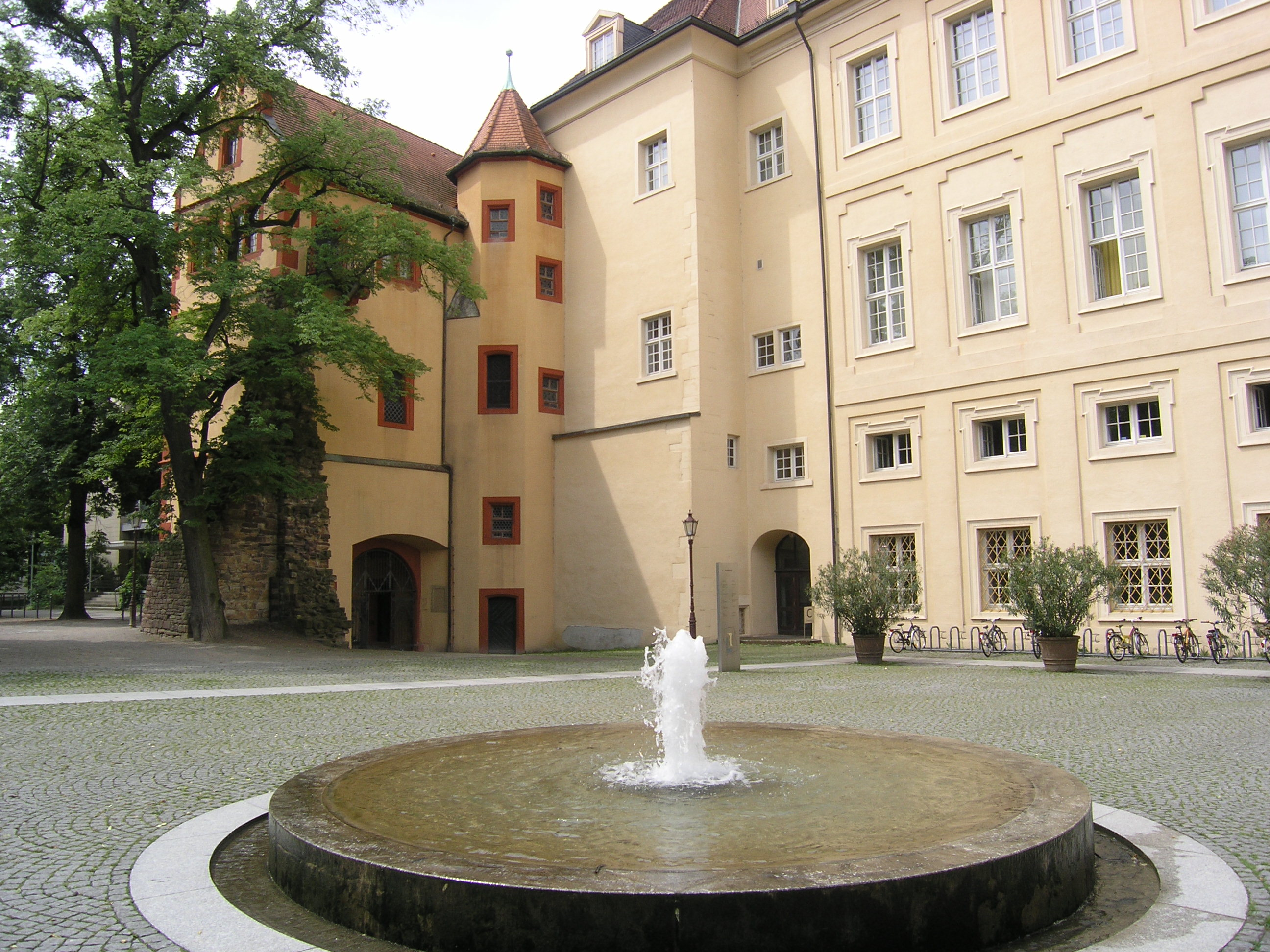
Karlsburg

- Im Schloss Karlsburg sind untergebracht:
  - Karpatenmuseum: Sachkultur, Sitten und Gebräuche der ehemaligen Deutschen in der Slowakei
  - Pfinzgaumuseum: Geschichte der bis 1938 selbständigen Kreisstadt Durlach als Residenz der Markgrafen von Baden, Entwicklung von Landwirtschaft, Handwerk und Industrialisierung

### Bauwerke
- Basler Torturm
- St. Peter und Paul (Durlach)

### Friedhöfe
In Durlach befinden sich zwei Friedhöfe, wobei vor allem der alte und der neue Friedhof auf Grund ihres Aufbaues sehenswerte Kultureinrichtungen sind. Der alte Friedhof ist dabei inzwischen in eine öffentliche Parkanlage umgewandelt worden.
- Alter Friedhof Durlach
- Bergfriedhof Durlach

## Wirtschaft

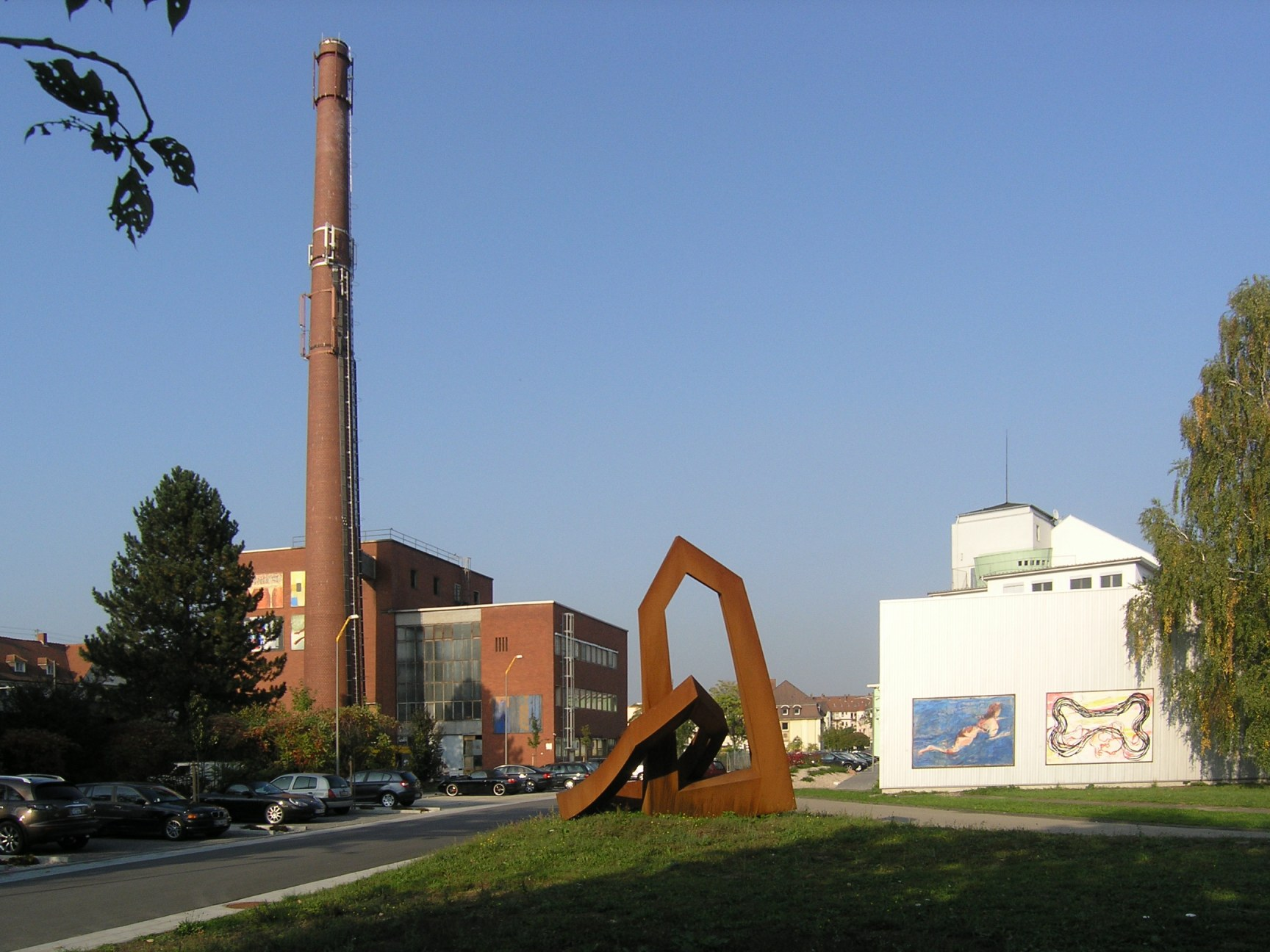
RaumFabrik (ehemals Pfaff)

Die Orgelfabrik Heinrich Voit & Söhne, die Badische Maschinenfabrik Durlach und der Nähmaschinen- und Fahrzeughersteller Gritzner, später Pfaff (teilweise abgerissen), waren bedeutende Unternehmen ihrer Branchen. Mittlerweile gibt es nur noch wenig produzierendes Gewerbe, in den Fabrikanlagen sind Gründerzentren untergebracht.
Die Lederfabrik Herrmann & Ettlinger hatte ebenfalls ihren Sitz in Durlach.
Im Ortsteil Killisfeld befindet sich die Atruvia AG. In der Nähe zum Durlacher Bahnhof hat das Pharmaunternehmen Dr. Willmar Schwabe seinen Sitz. In einem großen Industriegebiet nördlich vom Durlacher Stadtkern sind in unmittelbarer Nähe zur Autobahnausfahrt Karlsruhe-Nord diverse Unternehmen angesiedelt. Unter anderem befinden sich dort ein Logistikzentrum der Robert Bosch GmbH, Hauptverwaltung und Produktion der Bautechnik-Unternehmensgruppe Vollack, der Hauptsitz und eine Produktionsstätte des internationalen Verpackungsmaschinenherstellers Romaco sowie der Hersteller von Kunststoff-Fenstersystemen aluplast.

## Verkehr

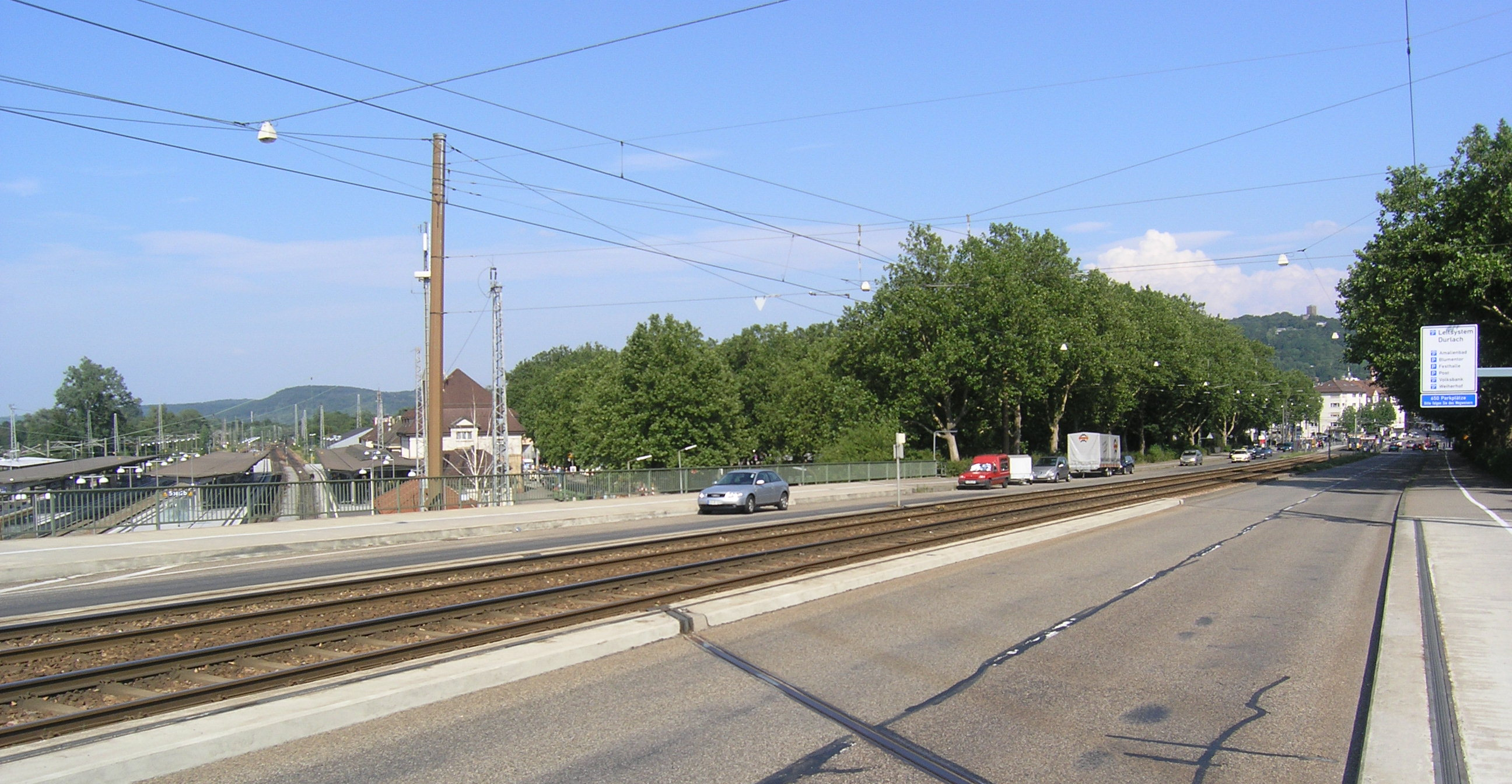
Bahnhof Durlach und Durlacher Allee

Mit der Autobahnanschlussstelle Karlsruhe-Durlach an der A 5 ist der Stadtteil direkt an das deutsche Fernstraßennetz angebunden. Weitere Autobahn-Anschlussstellen, über die Durlach und Umgebung gut erreichbar sind, sind Karlsruhe-Nord und Karlsruhe-Mitte (AS 45). Zwischen Durlach und dem Stadtteil Grötzingen kreuzen sich die Bundesstraßen 3 (Nord-Süd) und 10 (Ost-West).
Der Bahnhof von Durlach ist Umstiegspunkt der Stadtbahn Karlsruhe, der S-Bahn Rhein-Neckar, des Regionalverkehrs und Halt einzelner Fernzüge. Außerdem ist der Bahnhof Endhaltestelle der Linie 5 der Straßenbahn Karlsruhe.
Mehrere Straßenbahn- und Stadtbahnlinien verbinden Durlach mit der Karlsruher Innenstadt. Direkt durch das Durlacher Zentrum führt die Straßenbahnlinie 1. Die Linie 2 verläuft durch Durlach-Aue weiter nach Wolfartsweier. Von der Haltestelle Durlach Turmberg nach Wolfwartsweier fährt Linie 8, jedoch nur mit einzelnen Kursen an Schultagen.

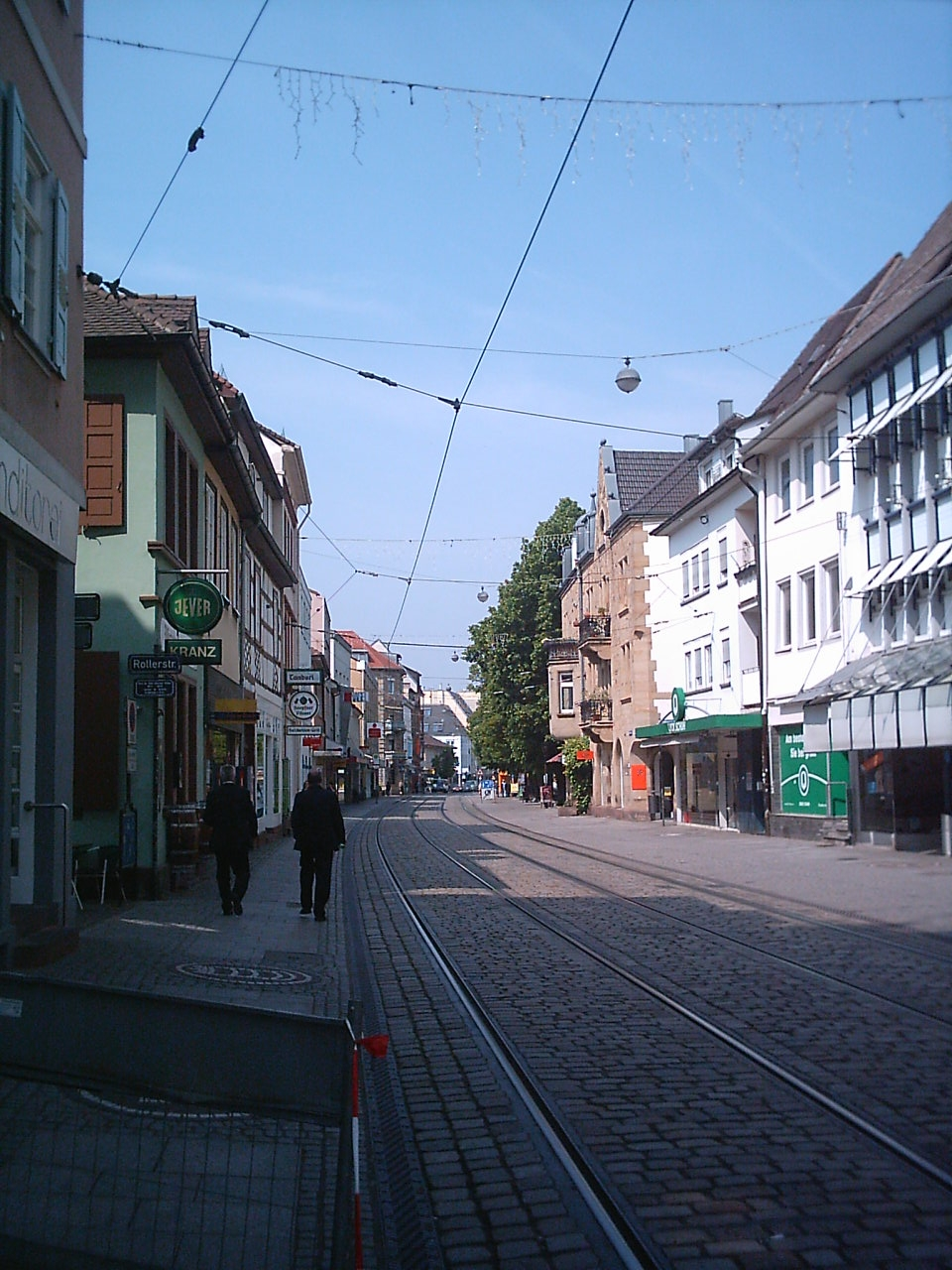
Pfinztalstraße, Haupteinkaufsstraße Durlachs

Durlach ist Start- und Endpunkt mehrerer Buslinien im Stadt- und Regionalverkehr.

## Durlacher Persönlichkeiten

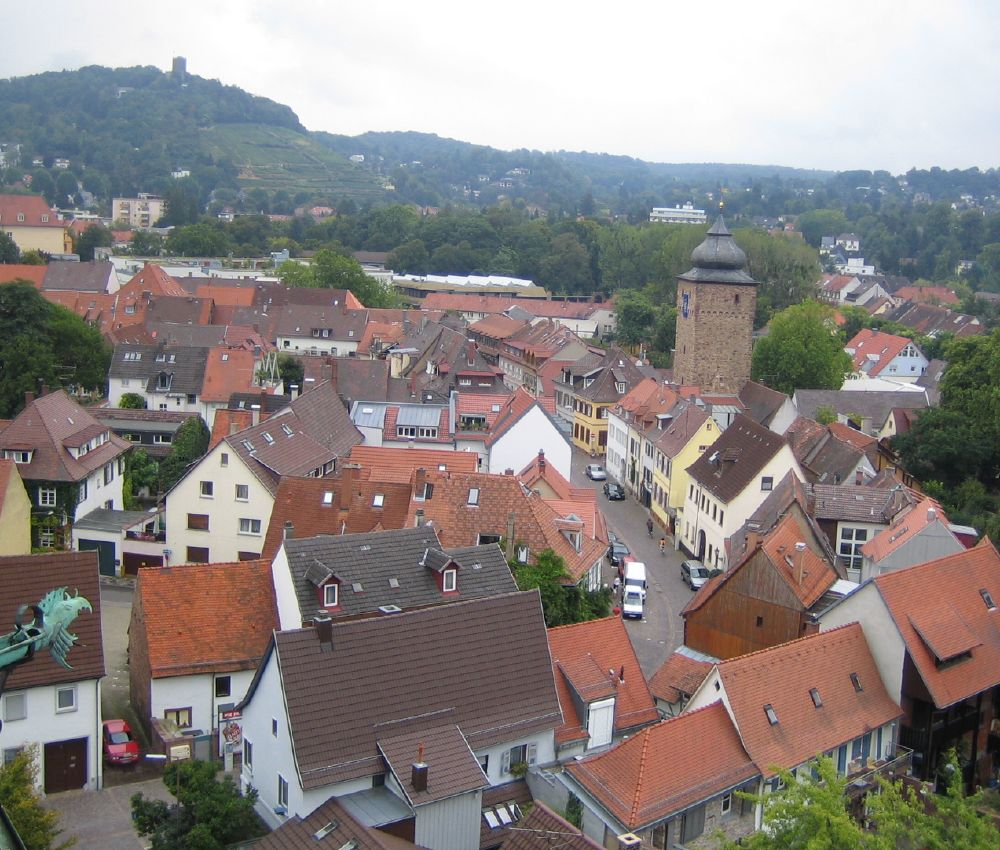
Altstadtring mit Basler Tor

- Ernst Friedrich von Baden-Durlach (1560–1604), Markgraf von Baden-Durlach
- Elisabeth von Baden-Durlach (1620–1692), Spruchdichterin
- Karl Magnus von Baden-Durlach (1621–1658)
- Karl Johann Roeder von Diersburg (1626–1685), Geheimrat und Hofmarschall
- Karl Gustav von Baden-Durlach (1648–1703)
- Johanna Elisabeth von Brandenburg-Ansbach (1651–1680), Markgräfin von Brandenburg-Ansbach
- Johann Sigismund Henninger (1667–1719), Professor für Medizin Universität Straßburg, Mitglied der Gelehrtenakademie „Leopoldina“
- Karl III. Wilhelm von Baden-Durlach (1679–1738), Markgraf von Baden-Durlach, Gründer von Karlsruhe
- Johanna Elisabeth von Baden-Durlach (1680–1757), Herzogin von Württemberg, Gattin von Herzog Eberhard Ludwig von Württemberg
- Karl Friedrich Drollinger (1688–1742), Archivar, Lyriker und Übersetzer
- Johann Heinrich May, der Jüngere (1688–1732), Orientalist, Hebraist und Hochschullehrer
- Karl August von Baden-Durlach (1712–1786), Markgraf von Baden-Durlach
- Johann Ludwig Kisling (1746–1815), badischer Hofmaler
- Michael Friedrich Wild (1747–1832), Geodät und Naturforscher
- Karl Wilhelm Ludwig Friedrich von Drais von Sauerbronn (1755–1830), Oberhofrichter und Durlacher Ehrenbürger (seit 1827)
- Karl von Neuenstein (1767–1838), badischer Generalleutnant
- Johann Georg Heinrich Backofen (1768–1830), Klarinettist, Komponist und Maler
- Christian Haldenwang (1770–1831), Kupferstecher
- Georg Friedrich von Reichenbach (1771–1826), Erfinder und Ingenieur
- Georg Rudolph Gambs (1775–1834), Ebenist und Hofschreiner
- Carl Baumgärtner (1790–1847), Beamter und Politiker, Ehrenbürger von Durlach
- Conrad Hengst (1796–1877), Architekt im Herzogtum Anhalt-Köthen
- Christian Hengst (1804–1883), Stadtbaumeister in Durlach
- Jakob Hochstetter (1812–1880), Architekt
- Ludwig Dürr (1822–1891), preußischer Generalmajor
- Ludwig Eichrodt (1827–1892), Dichter
- Robert von Unger (1828–1887), preußischer Generalmajor
- Karl Weysser (1833–1904), Architektur- und Landschaftsmaler
- Heinrich Voit (1834–1914), Orgelbauer
- Carl Eichhorn (1855–1934), evangelischer Pfarrer, Führer der Gemeinschaftsbewegung in Bayern
- Wilhelm Jung (1869–1939), Architekt, Baubeamter und Autor
- Friedrich Ratzel (1869–1907), Architekt und Hochschullehrer
- Friedrich Alfred Schmid Noerr (1877–1969), Kultur- und Religionsphilosoph, Hochschullehrer und Schriftsteller
- Erich Straub (1885–1945), Psychiater
- Otto Wagener (1888–1971), Generalmajor, Politiker (NSDAP) und Wirtschaftsberater Adolf Hitlers
- Heinrich Berggötz (1889–1973), Politiker (CSVD, CDU, BVP, NPD)
- Robert Kraus (1898–1970), Maschinenbauer und Hochschullehrer
- Wilhelm Beuttel (1900–1944), Widerstandskämpfer und hessischer Landtagsabgeordneter
- Emil Dreher (1901–1981), Elektrotechniker und NS-Sportfunktionär
- Werner Bull (1902–1989), Elektrotechniker, Patentingenieur und Politiker
- Willi Häfner (1903–1963), Politiker (CDU)
- Gerhard Caemmerer (1905–1961), Jurist und NS-Gegner
- Bernhard Schroth (1908–1986), Landtagsabgeordneter
- Walter Müller (1911–1992), deutscher Architekt
- Otto Kamenzin (1909–1944), Fußballspieler
- Erwin Willy Becker (1920–2011), Physiker und Hochschullehrer. Er war ab 1958 Direktor des Instituts für Kernverfahrenstechnik am Kernforschungs-Zentrum der Universität Karlsruhe und lebte in Durlach
- Werner Nachmann (1925–1988), Unternehmer und Politiker (CDU), Vorsitzender des Zentralrats der Juden in Deutschland von 1969 bis 1988
- Gerold Ungeheuer (1930–1982), Sprach-, Kommunikationswissenschaftler und Hochschullehrer
- Siegfried Kessler (1941–2013), Fußballspieler
- Kuno Bärenbold (1946–2008), Schriftsteller
- Doris Schmidts (* 1988), Schönheitskönigin und Miss Germany 2009

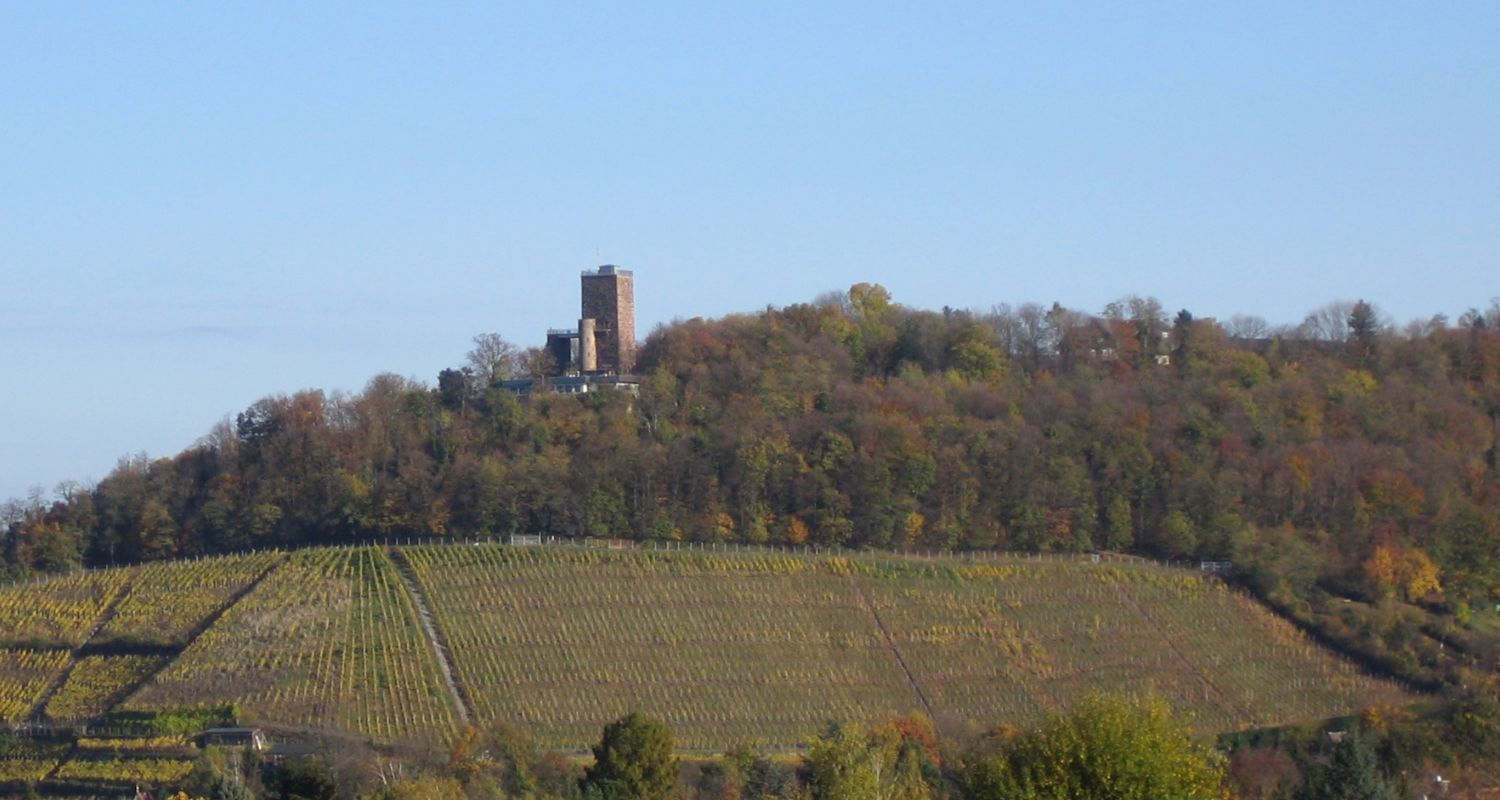
Turmberg mit Endstation der Turmbergbahn und Sportschule Schöneck